# وستهام
longitudeوستهامlatitudeوستهام
وست هام (به انگلیسی: West Ham) یک منطقهٔ مسکونی در انگلستان است که در لندن واقع شده‌است.